# Vaux-Andigny British Cemetery
Le cimetière « Vaux-Andigny British Cemetery »  est un cimetière militaire de la Première Guerre mondiale situé sur le territoire de la commune de Vaux-Andigny, Aisne.

## Localisation
Ce cimetière est situé à la sortie sud du village  sur la route conduisant au hameau d'Andigny-les-Fermes.

## Historique
Occupé par les troupes allemandes dès le 28 août 1914, le village est resté loin du loin du front pendant toute la guerre, jusque fin octobre 1918 date à laquelle le secteur a été repris par les troupes britanniques lors du recul de l'armée allemande. La plupart des soldats inhumés dans ce cimetière sont tombés les 17 et 18 octobre 1918 et appartenaient au Cameron Highlanders .

## Caractéristique
Le cimetière, entouré d'un mur de pierres sur 3 côtés, contient maintenant 62 sépultures de soldats britanniques.

## Galerie

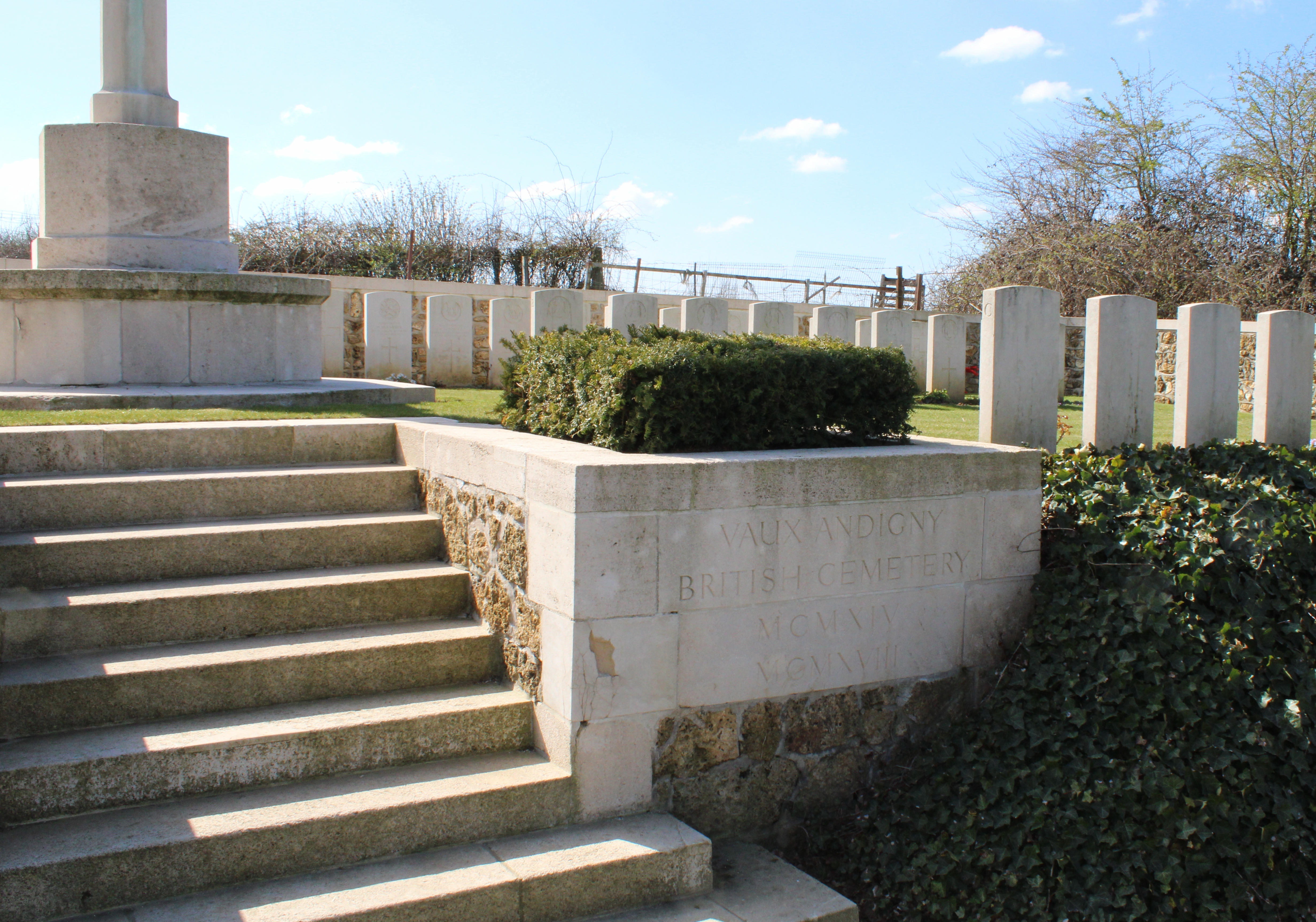
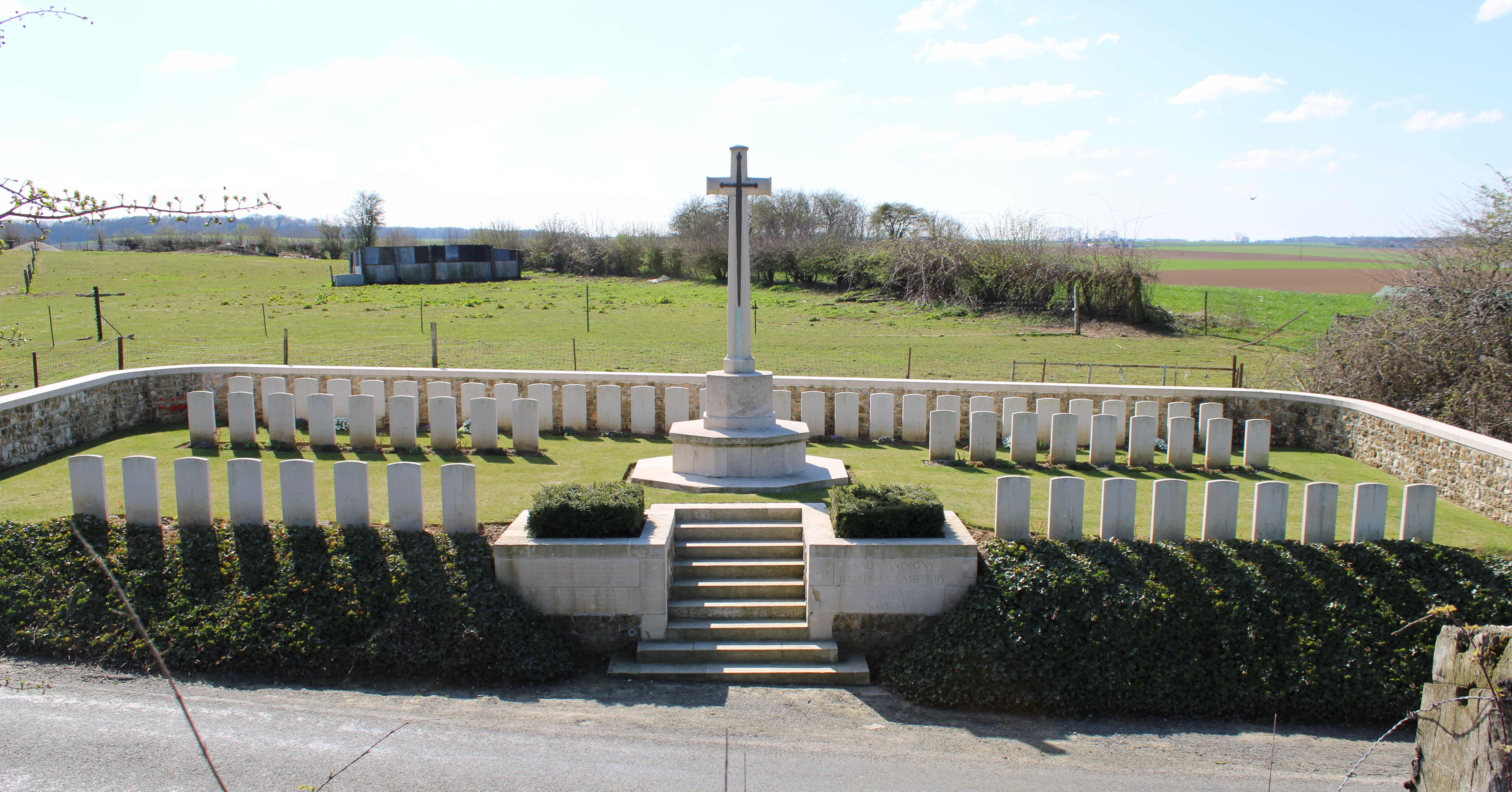
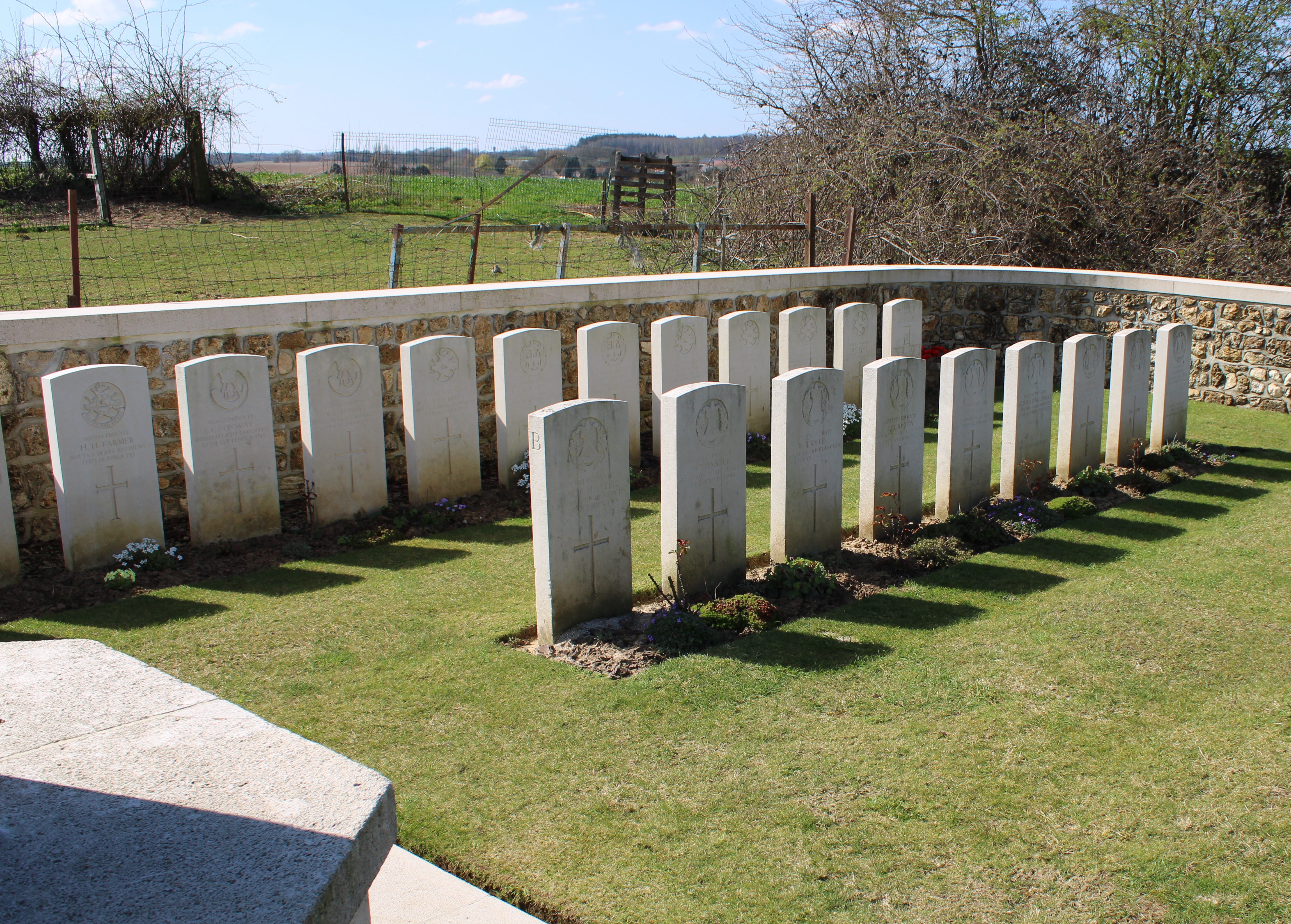
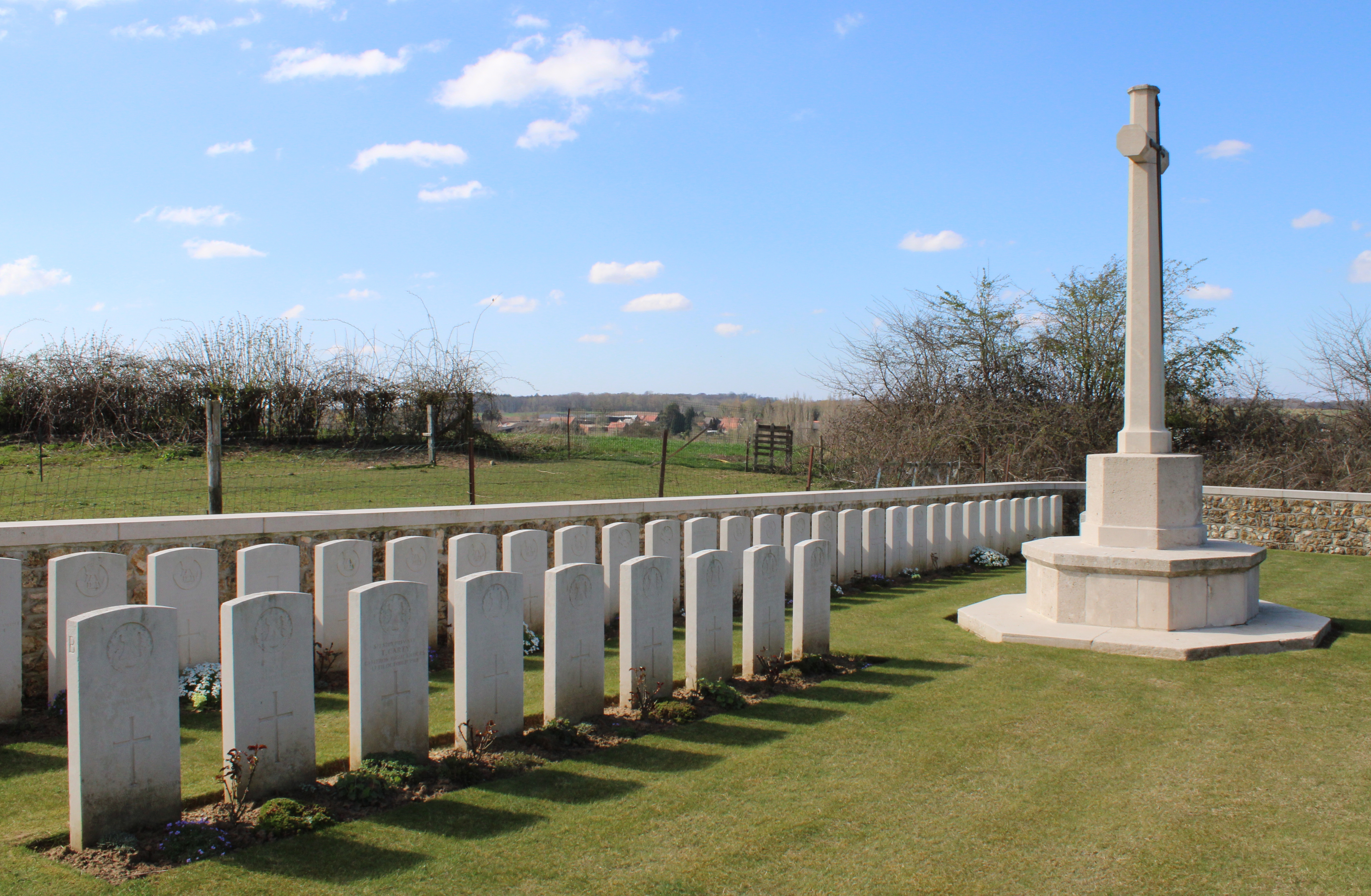
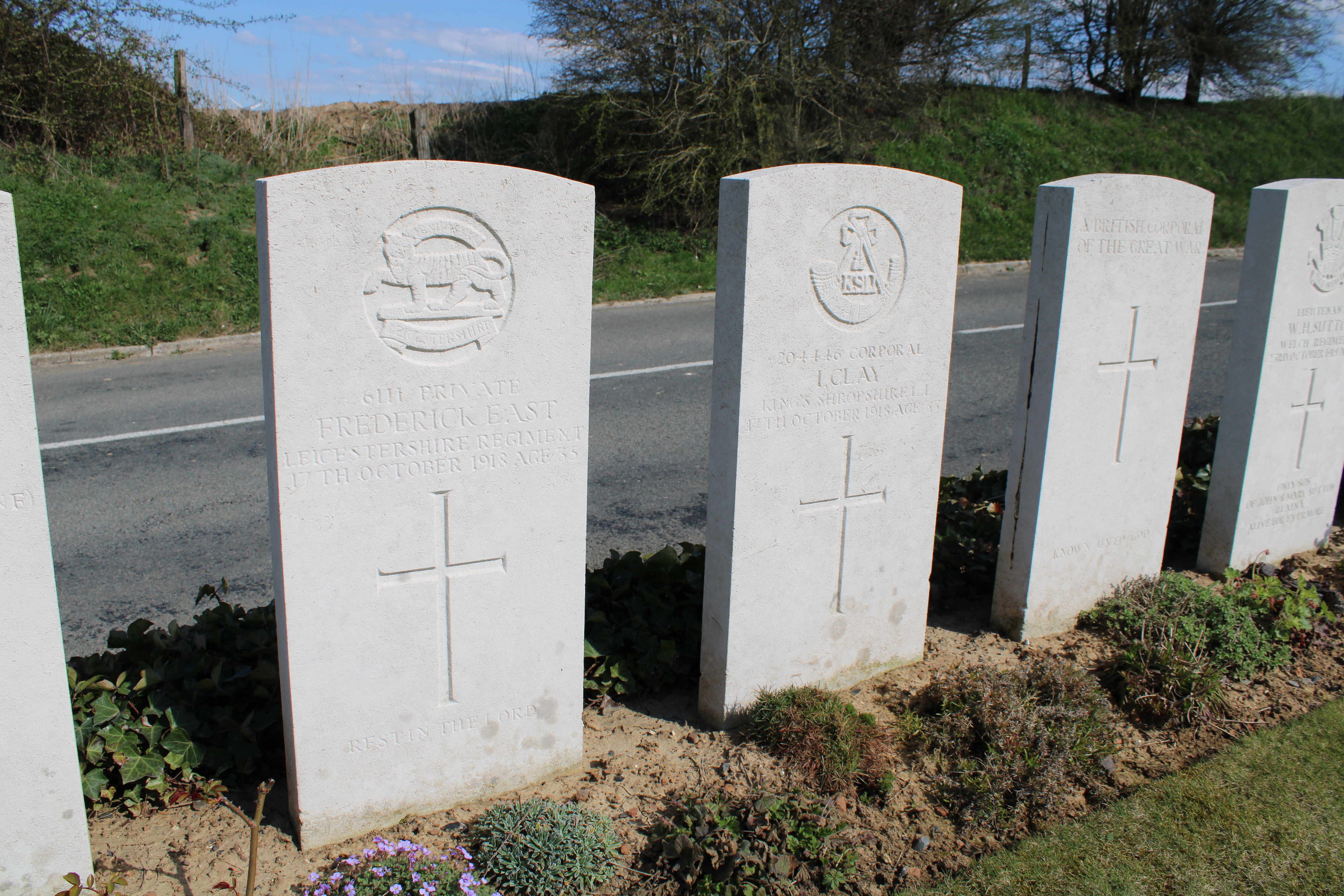

## Sépultures
| Pays        | Sépultures |
| ----------- | ---------- |
| Royaume-Uni | 62         |